# Polityka Korei Północnej wobec narkotyków
Polityka Korei Północnej wobec narkotyków jest bardzo liberalna w porównaniu do innych państw na świecie, pomimo wprowadzonej w 2002 roku kary śmierci za przestępstwa narkotykowe. Metamfetamina jest traktowana w Korei Północnej jako lekarstwo na przeziębienie lub jako środek na wzmocnienie organizmu. Ze względu na problem z wyżywieniem, Koreańczycy zażywają narkotyki w celu zmniejszenia uczucia głodu. Najpopularniejszymi narkotykami w Korei Północnej są: metamfetamina (powszechna dla wszystkich Koreańczyków) oraz amidon (dostępny dla bogatszych Koreańczyków). Władze Korei Południowej oszacowały, że Pjongjang produkuje rocznie ok. 3 tys. kg narkotyków o wartości do 200 mln dolarów. Produkcja narkotyków prawdopodobnie odbywa się w tajnych wytwórniach w Chongjin i Heungnam. Szacuje się, że połowa mieszkańców Korei Północnej może być uzależniona od narkotyków.

## Produkcja narkotyków
Rząd Korei Północnej nadzoruje produkcję metamfetaminy, skąd trafia ona na inne kontynenty w przemysłowych ilościach. Metamfetamina sprzedawana przez Koreę Północną posiada zazwyczaj 99% czystości. Wielu Koreańczyków zajmuje się produkcją metamfetaminy.
W 1976 roku podczas problemów ze spłatą długu zagranicznego, Kim Ir Sen nakazał dyplomatom, aby utrzymywali się sami. Dyplomaci wykorzystując immunitet dyplomatyczny zaczęli przemycać heroinę i haszysz, utrzymując się ze sprzedaży narkotyków. Do dzisiaj placówki dyplomatyczne muszą zarobić ze sprzedaży narkotyków 300 tys. dolarów i przesłać je do kraju, aby udowodnić lojalność dla założyciela państwa, Kim Ir Sena. Handel narkotykami (i innymi nielegalnymi towarami) odbywał się głównie w krajach skandynawskich (Norwegia, Dania, Szwecja, Finlandia).
W latach 80. Kim Dzong Il stworzył przemysł narkotykowy w Korei Północnej. Kim Dzong Il nakazał kołchozom wydzielenie co najmniej 10 hektarów na uprawę opium. Na polecenie władz opium uprawiali więźniowie obozów koncentracyjnych oraz uczniowie.
Narkotyk trafiał głównie do Stanów Zjednoczonych. Handel narkotykami na wielką skalę został zdemaskowany w 1995 roku. Według raportu, przygotowanego w 2007 roku dla Kongresu Stanów Zjednoczonych, Kim Dzong Il stworzył „Biuro 39”, które nadzorowało handlem narkotykami, przemytem papierosów oraz fałszowaniem pieniędzy. Północnokoreańskie fabryki farmaceutyczne przemieniono w laboratoria metamfetaminy.
Raport z 2010 roku, przygotowany dla Kongresu USA, stwierdził, że Kim Dzong Il zmniejszył handel narkotykami. Większość fabryk produkujących metamfetaminę zamknięto lub opuszczono. Obszar pól makowych zmniejszył się w ciągu kilku lat o połowę, do 3-4 tys. hektarów.
W 2010 roku Chińska Republika Ludowa przechwyciła metamfetaminę z Korei Północnej o wartości ok. 60 mln dolarów.
Obecnie Korea Północna zezwala na produkcję narkotyków międzynarodowym kartelom, pobierając za to odpowiednią opłatę.

## Prawo północnokoreańskie wobec narkotyków
Walkę z narkotykami rozpoczęto w 2002 roku. Wydano dekret, wedle którego za przestępstwo narkotykowe miała grozić kara śmierci. W rzeczywistości prawo nie jest egzekwowane.